# Équipe de Saint-Marin de baseball
Uniformes
L'équipe de Saint-Marin de baseball représente la Fédération de Saint-Marin de baseball lors des compétitions internationales, comme le Championnat d'Europe de baseball ou la Coupe du monde de baseball notamment.

## Palmarès
Championnat d'Europe de baseball
- 1971 : 5e/9
- 1985 : 6e/6